# Seduzione (film 1939)
Seduzione (Papacito lindo) è un film del 1939 diretto da Fernando de Fuentes.